# Culpina
Culpina – miasto w Boliwii, w departamencie Chuquisaca, w prowincji Sud Cinti.